# Parque nacional de la Fortaleza de Brimstone Hill
El Parque Nacional de la Fortaleza de Brimstone Hill es un lugar del Patrimonio de la Humanidad, de la Unesco de importancia histórica, cultural y arquitectónica: un monumento al ingenio de los ingenieros militares británicos que lo diseñaron y a la habilidad, la fuerza y la resistencia de los esclavos africanos que lo construyeron y mantuvieron. Una de las fortalezas históricas mejor conservadas de América, está ubicada en la isla San Cristóbal en la Federación de San Cristóbal y Nieves en el oriente del mar Caribe.

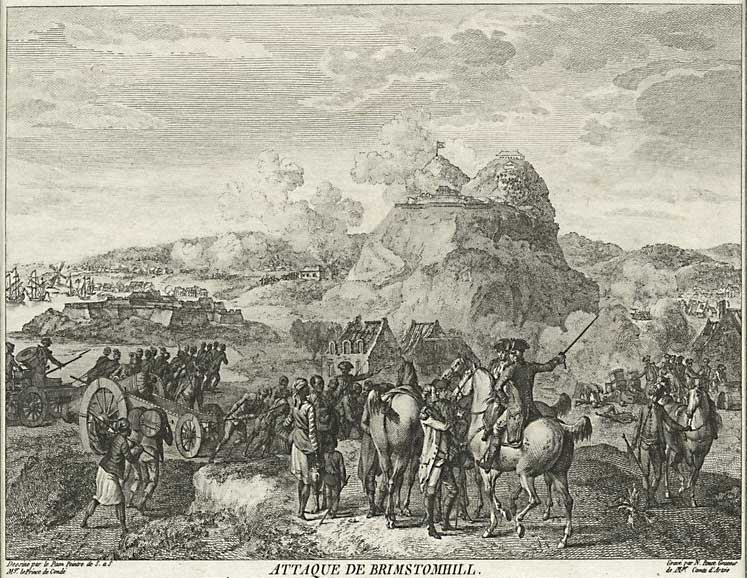
Grabado francés titulado "Ataque de Brimstomhill", de la batalla de San Cristóbal, en 1782.

El primer cañón fue instalado sobre la 'Brimstone Hill' en 1690, cuando los británicos pretendían recobrar la Fortaleza Carlos de San Cristóbal en manos de los franceses, pues estos no había considerado la posibilidad del transporte del cañón por las laderas escarpadas y densamente boscosas de la 'Brimstone Hill'. A partir de ahí, comenzó la construcción de la fortaleza, labor que se prolongó por algo más de 100 años. En su esplendor, se conocía como el Gibraltar de las Antillas, en referencia a su altura imponente y la invulnerabilidad del lugar. 
En 1782, los franceses, bajo el mando del Conde-Almirante François Joseph Paul de Grasse sitió la fortaleza. Durante el asedio, la isla adyacente de Nieves cayó, y las armas de la Fortaleza Carlos de las Nieves y otras pequeñas fortalezas allí existentes fueron llevadas a San Cristóbal para su uso contra la 'Brimstone Hill'. Los británicos, comandados por el Almirante Samuel Hood, I vizconde de Hood, resistieron un mes de sitio, pero disminuidos en número y la guarnición británica se rindió.
Sin embargo, un año más tarde, por el tratado de Versalles se restauró la soberanía británica en las islas de San Cristóbal y Nieves. Las fortalezas fueron reforzadas e incrementadas, después del tratado, por ello nunca más cayeron bajo una fuerza enemiga.
Los británicos abandonaron la fortaleza a mediados del siglo XIX, las estructuras se fueron arruinando gradualmente por el vandalismo y los procesos naturales. A principios del siglo XX se comenzaros los trabajos de restauración de las estructuras existentes, y en 1987 la Fortaleza de Brimstone Hill fue oficialmente declarada como Parque Nacional.